# حافظه کوانتومی
در محاسبات کوانتومی، حافظه کوانتوم نسخه کوانتوم مکانیکی، حافظه رایانه رایج است. در حالی که حافظه معمولی اطلاعات را به صورت حالت‌های باینری ذخیره می‌کند (نشان داده شده توسط "۱" و "۰"ها)، حافظه کوانتومی یک حالت کوانتومی را برای بازیابی ذخیره می‌کند. این حالت‌ها اطلاعات محاسباتی مفیدی را دارند که به آنها کیوبیت گویند. برخلاف حافظه کلاسیک رایانه‌های روزمره، حالاتی که در حافظه کوانتومی ذخیره می‌شوند می‌توانند در یک برهمنهی کوانتومی قرار بگیرند و انعطاف‌پذیری عملی بیشتری نسبت به ذخیره اطلاعات کلاسیک در الگوریتم‌های کوانتوم ایجاد کنند.
حافظه کوانتومی برای توسعهٔ بسیاری از دستگاه‌ها در پردازش اطلاعات کوانتومی ضروری است، از جمله یک ابزار همگام سازی که می‌تواند با فرایندهای مختلف رایانه کوانتومی مطابقت داشته باشد، یک دروازه کوانتومی که هویت هر حالت را حفظ می‌کند و مکانیزمی برای تبدیل فوتونهای از پیش تعیین شده به فوتون‌های تقاضا است. از حافظه کوانتومی می‌توان در بسیاری از جنبه‌ها مانند رایانش کوانتومی و ارتباطات کوانتومی استفاده کرد. تحقیقات و آزمایشات مداوم، حافظه کوانتومی را قادر ساخته‌است تا ذخیره کیوبیت‌ها را درک کند.

## پیشینه و تاریخچه
اثر متقابل تابش کوانتوم با ذرات متعدد طی دهه گذشته موجب جلب توجه علمی شده‌است. حافظه کوانتومی یکی از این زمینه‌هایی است که حالت کوانتومی نور را بر روی گروهی از اتمها نقشه‌برداری می‌کند و سپس آن را به شکل اصلی خود بازمی‌گرداند. حافظه کوانتوم یک عنصر اصلی در پردازش اطلاعات، مانند محاسبات کوانتومی نوری و ارتباطات کوانتومی است، در حالی که راه جدیدی را برای پایه‌گذاری تعامل نور و اتم باز می‌کند. همان‌طور که همه ما می‌دانیم، بازیابی حالت کوانتومی نور کار ساده ای نیست. در حالی که پیشرفت چشمگیری در این زمینه حاصل شده‌است، محققان هنوز در تلاشند تا آن را محقق کنند.
حافظه کوانتومی مبتنی بر تبادل کوانتومی برای ذخیره کیوبیت‌های فوتونی امکان‌پذیر است. کسل و مویسیفدر مورد ذخیره‌سازی کوانتوم در حالت فوتون منفرد در سال ۱۹۹۳ بحث کرده‌اند. این آزمایش در سال ۱۹۹۸ تجزیه و تحلیل شد و در سال ۲۰۰۳ نشان داده شد. اساساً، مطالعه ذخیره‌سازی کوانتوم در حالت فوتونی منفرد را می‌توان محصول فناوری ذخیره‌سازی اطلاعات نوری کلاسیک ارائه شده در سال ۱۹۷۹ و ۱۹۸۲ دانست. نه تنها این، بلکه ایده از تراکم بالای ذخیره‌سازی داده‌ها در اواسط دهه ۱۹۷۰ الهام گرفته شده‌است. ذخیره داده‌های نوری را می‌توان با استفاده از جاذب‌ها برای جذب فرکانس‌های مختلف نور، که سپس به نقاط فضای پرتو هدایت می‌شوند و ذخیره می‌شوند، به دست آورد.

## انواع

### حافظه کوانتومی نوری
سیگنالهای نوری عادی و کلاسیک با تغییر دامنه نور منتقل می‌شوند. در این حالت می‌توان از یک قطعه کاغذ یا یک دیسک سخت رایانه برای ذخیره اطلاعات روی لامپ استفاده کرد. با این حال، در سناریوی اطلاعات کوانتومی، ممکن است اطلاعات با توجه به دامنه و فاز نور رمزگذاری شوند. برای برخی از سیگنال‌ها، شما نمی‌توانید دامنه و فاز نور را بدون تداخل در سیگنال اندازه بگیرید. برای ذخیره اطلاعات کوانتومی، باید نور را بدون اندازه‌گیری آن ذخیره کنید. اگر آن را اندازه بگیرید، اطلاعات از بین می‌رود. نور برای حافظه کوانتومی، ثبت حالت نور در ابر اتمی است. هنگامی که نور توسط اتم‌ها جذب می‌شود، آنها می‌توانند تمام اطلاعات مربوط به کوانتوم نور را وارد کنند.

### حافظه کوانتومی جامد
در محاسبات کلاسیک، حافظه یک منبع بی‌اهمیت است که می‌تواند در سخت‌افزار حافظه با عمر طولانی تکرار شود و بعداً برای پردازش بیشتر بازیابی شود. در محاسبات کوانتومی، این امر ممنوع است زیرا طبق قضیه بدون کلون، هر حالت کوانتومی نمی‌تواند به‌طور کامل تولید شود؛ بنابراین، در صورت عدم تصحیح خطای کوانتومی، ذخیره کیوبیت‌ها توسط زمان انسجام داخلی کیوبیت‌های فیزیکی نگهدارنده اطلاعات محدود می‌شود. «حافظه کوانتومی» فراتر از محدودیت‌های ذخیره‌سازی فیزیکی کیوبیت، این یک انتقال اطلاعات کوانتومی به «ذخیره سازی کیوبیت ها» است، «ذخیره سازی کیوبیت ها» به راحتی تحت تأثیر سر و صدای محیط و سایر عوامل قرار نمی‌گیرد، و سپس در صورت لزوم اطلاعات به حالت مطلوب برمی گردند «پردازش کیوبیت»، برای امکان کار سریع یا خواندن.

## کشف
معمولاً از حافظه کوانتومی نوری برای شناسایی و ذخیره حالتهای کوانتومی تک فوتونی استفاده می‌شود. با این حال، تولید چنین حافظه کارآمدی هنوز هم یک چالش بزرگ برای علم فعلی است. انرژی یک فوتون بسیار کم است تا در یک پس زمینه نور پیچیده از بین برود. این مشکلات مدتهاست که میزان ذخیره‌سازی کوانتومی را زیر ۵۰٪ سرکوب می‌کنند. تیمی به سرپرستی پروفسور Du Shengwang از گروه فیزیک دانشگاه علم و صنعت هنگ کنگ و مؤسسه علوم و فناوری نانو ویلیام مونگ در HKUST] راهی برای افزایش کارایی حافظه کوانتومی نوری پیدا کرده‌اند. به بیش از ۸۵ درصد این کشف همچنین محبوبیت رایانه‌های کوانتومی را به واقعیت نزدیک می‌کند. در عین حال، از حافظه کوانتومی همچنین می‌توان به عنوان تکرار کننده در شبکه کوانتومی استفاده کرد، که پایه و اساس اینترنت کوانتومی را ایجاد می‌کند.

## تحقیق و کاربرد
حافظه کوانتوم جز component مهمی در برنامه‌های پردازش اطلاعات کوانتومی مانند شبکه کوانتومی، تکرار کننده کوانتومی، محاسبات کوانتومی نوری خطی یا ارتباطات کوانتومی از راه دور است.
ذخیره‌سازی اطلاعات نوری برای سالهای متمادی یک موضوع مهم تحقیقاتی بوده‌است. جالب‌ترین کارکرد آن استفاده از قوانین فیزیک کوانتوم برای محافظت از داده‌ها در برابر سرقت، از طریق محاسبات کوانتومی و رمزنگاری کوانتومی است که بدون ارتباط با امنیت ارتباطات تضمین شده‌است.
آنها اجازه می‌دهند ذرات روی هم قرار بگیرند و در حالت سوپراپی قرار بگیرند، به این معنی که آنها می‌توانند همزمان ترکیبات مختلفی را نشان دهند. به این ذرات بیت کوانتوم یا کیوبیت گفته می‌شود. از دیدگاه امنیت سایبری، جادوی کیوبیت‌ها این است که اگر یک هکر بخواهد آنها را در حال عبور مشاهده کند، حالات کوانتومی شکننده آنها خرد می‌شود. این بدان معناست که هکرها دستکاری داده‌های شبکه را بدون ترک اثری غیرممکن می‌کنند. اکنون، بسیاری از شرکت‌ها با بهره‌گیری از این ویژگی شبکه‌هایی ایجاد می‌کنند که داده‌های بسیار حساس را منتقل می‌کنند. از نظر تئوری، این شبکه‌ها ایمن هستند.

### ذخیره مایکروویو و تبدیل مایکروویو برای یادگیری نور
مرکز خالی نیتروژن در الماس به دلیل عملکرد عالی در دستگاه‌های نانوفوتونیک نوری، در دهه گذشته تحقیقات زیادی را به خود جلب کرده‌است. در یک آزمایش اخیر، برای دستیابی به سنجش کامل میدان مغناطیسی فوتوالکتریک، شفافیت الکترومغناطیسی ناشی از تراشه الماس چند پاس اعمال شد. علی‌رغم این آزمایشات بسیار نزدیک، ذخیره‌سازی نوری هنوز عملی نشده‌است. ساختار سطح خالی نیتروژن موجود (بار منفی و مرکز خالی نیتروژن خالی) ساختار سطح انرژی ذخیره نوری مرکز خالی نیتروژن الماس را امکان‌پذیر می‌کند.
اتصال بین مجموعه چرخش نیتروژن-جای خالی و کیوبیت‌های ابررسانا امکان ذخیره مایکروویو کیوبیت‌های ابررسانا را فراهم می‌کند. ذخیره‌سازی نوری ترکیبی از اتصال حالت چرخش الکترون و بیت کوانتوم ابررسانا است، که مرکز خالی نیتروژن در الماس را قادر می‌سازد تا در سیستم کوانتومی ترکیبی تبدیل متقابل نور منسجم و مایکروویو نقش داشته باشد. [۱۱]

### حرکت زاویه ای مداری که در بخار پایه ای ذخیره می‌شود
عمق نور تشدید کنندهٔ بزرگ، پیش فرض ساخت حافظه نوری کوانتومی کارآمد است. ایزوتوپهای بخار فلز قلیایی تعداد زیادی از عمق نوری طول موج نزدیک به مادون قرمز، زیرا آنها طیف نسبتاً باریکی هستند و چگالی بالایی در دمای گرم ۵۰–۱۰۰ سانتی گراد را دارند. بخارات قلیایی در برخی از مهم‌ترین و پیشگامانه‌ترین تحولات در زمینهٔ حافظهٔ کوانتومی، از تحقیقات اولیه تا آخرین نتایج مورد بحث، به دلیل عمق نوری بالا، زمان منسجم طولانی و انتقال نوری نزدیک به مادون قرمز استفاده شده‌اند.
به دلیل توانایی بالای انتقال اطلاعات، استقبال از کاربرد آن در زمینه اطلاعات کوانتومی روزافزون است. نور ساختار یافته، حرکات زاویه ای مداری دارد، که برای تولید فوتونهای ساختاری ذخیره شده باید در حافظه ذخیره شود. حافظه کوانتومی بخار اتمی برای ذخیره چنین پرتویی ایده‌آل است زیرا حرکت زاویه ای مداری فوتون‌ها را می‌توان به فاز و دامنه تحریک یکپارچه توزیع شده ترسیم کرد. انتشار یک محدودیت عمده در این روش است زیرا حرکت اتم‌های گرم انسجام مکانی تحریک ذخیره را از بین می‌برد. موفقیت‌های اولیه شامل ذخیره پالس‌های منسجم ضعیف ساختار فضایی در یک کل اتمی گرم و فوق سرد بود. در یک آزمایش، گروهی از دانشمندان در یک تله نوری مگنتو سزیم دو مداری توانستند پرتوهای برداری را در سطح تک فوتون ذخیره و بازیابی کنند، که با تغییر در قطبش صفحه پرتوی عرضی مشخص می‌شود. این حافظه، عدم تغییر چرخش پرتوی بردار را حفظ می‌کند، و استفاده از آن را در کنار کیوبیت‌های رمزگذاری شده برای ارتباط کوانتومی ایمنی ناسازگار امکان‌پذیر می‌سازد.
اولین ساختار ذخیره‌سازی، یک فوتون واقعی، با شفافیت الکترومغناطیسی در دام مگنتو نوری روبیدیوم بدست آمد. فوتون منفرد پیش‌بینی شده تولید شده توسط اختلاط چهار موج خود به خودی در یک دام مغناطیسی نوری توسط یک واحد حرکت زاویه ای مداری با استفاده از صفحات فاز مارپیچی تهیه می‌شود، در دام مگنتو نوری دوم ذخیره می‌شود و بازیابی می‌شود. تنظیم مدار دوتایی نیز انسجام را در حافظه چند حالته ثابت می‌کند، جایی که یک فوتون منسجم از قبل اعلام شده حالت سوپراپیش حرکت زاویه ای مداری را برای ۱۰۰ نانو ثانیه ذخیره می‌کند. [۱۲]

### GEM
(GEM (Gradient Echo Memory یک فناوری ذخیره نوری اکو فوتونیک است. این ایده ابتدا توسط محققان ANU نشان داده شد. آزمایش آنها یک سیستم سه سطحی است که بر پایه بخار قرار دارد. این سیستم تا ۸۷٪ کارآمدترین کارایی است که تاکنون در بخار گرم دیده‌ایم . [۱۳]

### شفافیت ناشی از الکترومغناطیسی
شفافیت ناشی از الکترومغناطیسی برای اولین بار توسط هریس و همکارانش در دانشگاه استنفورد در سال ۱۹۹۰ ارائه شد. [۱۴] این کار نشان می‌دهد هنگامی که پرتوی لیزر باعث ایجاد تداخل کوانتومی بین مسیرهای تحریک می‌شود، پاسخ نوری محیط اتمی اصلاح می‌شود تا جذب و شکست در آن از بین برود فرکانس‌های تشدید انتقال اتمی. نور آهسته، ذخیره نوری و حافظه کوانتومی براساس شفافیت ناشی از الکترومغناطیس تحقق می‌یابند. در مقایسه با سایر رویکردها، روش شفافیت الکترومغناطیسی زمان ذخیره‌سازی طولانی دارد و یک راه حل نسبتاً آسان و ارزان برای اجرا است. شفافیت ناشی از الکترومغناطیسی به پرتوهای کنترل توان بسیار زیاد مورد نیاز برای حافظه کوانتومی رامان و همچنین به دمای خاص هلیوم مایع نیاز ندارد. علاوه بر این، بر خلاف روش مبتنی بر اکو فوتون، اکو فوتون می‌تواند شفافیت ناشی از الکترومغناطیسی را بخواند در حالی که انسجام چرخش به دلیل تأخیر زمانی پالس بازخوانی ناشی از بازیابی چرخش در رسانه‌های کاملاً یکنواخت باز شده، زنده می‌ماند. اگرچه محدودیتهایی در طول موج عملیاتی، پهنای باند و ظرفیت حالت وجود دارد، اما تکنیکهایی برای ایجاد امکان انجام حافظه کوانتومی با شفافیت الکترومغناطیسی در سیستمهای اطلاعات کوانتومی امکان‌پذیر شده‌است. [۱۵] در سال ۲۰۱۸، یک حافظه کوانتومی مبتنی بر EIT در اتم سرد بسیار کارآمد است. بهره‌وری ذخیره‌سازی ۹۲٪ نشان داده شده‌است که بالاترین رکورد تاکنون است. [۱۶]
تحول متقابل اطلاعات کوانتومی بین نور و ماده کانون انفورماتیک کوانتوم است. فعل و انفعال بین یک فوتون منفرد و یک کریستال خنک شده که با یونهای خاکی کمیاب دوپ شده‌است بررسی شده‌است. بلورهای دوپ شده با زمین کمیاب چشم‌انداز کاربرد گسترده‌ای در زمینه ذخیره‌سازی کوانتوم دارند زیرا سیستم کاربردی منحصر به فردی را فراهم می‌کنند. [۱۷] لی چنگفنگ از آزمایشگاه اطلاعات کوانتومی آکادمی علوم چین یک حافظه کوانتومی حالت جامد ایجاد کرد و فوتون را نشان داد. عملکرد محاسبات با استفاده از زمان و فرکانس. بر اساس این تحقیق، می‌توان با استفاده از ذخیره‌سازی و انسجام حالت‌های کوانتومی در سیستم مواد، یک شبکه کوانتومی در مقیاس بزرگ مبتنی بر تکرار کننده کوانتومی ایجاد کرد. محققان برای اولین بار در بلورهای دوپ شده یونی در زمین نادر نشان داده‌اند. با ترکیب فضای سه بعدی با زمان دو بعدی و طیف دو بعدی، نوعی حافظه ایجاد می‌شود که با حالت کلی متفاوت است. ظرفیت چند حالته دارد و همچنین می‌تواند به عنوان مبدل کوانتومی با قابلیت اطمینان بالا مورد استفاده قرار گیرد. نتایج تجربی نشان می‌دهد که در همه این عملیات، وفاداری حالت کوانتومی سه بعدی که توسط فوتون حمل می‌شود می‌تواند در حدود ۸۹٪ حفظ شود. [۱۸]

### پراکندگی رامان در جامدات
Diamond در حالت فونون نوری 40 THz از بهره Raman بسیار بالایی برخوردار است و دارای یک پنجره گذرا گسترده در یک باند مادون قرمز قابل مشاهده و نزدیک به آن است که این امر را برای داشتن یک حافظه نوری با باند بسیار گسترده مناسب می‌کند. پس از تعامل ذخیره‌سازی Raman، فونون نوری از طریق کانال به یک جفت فوتون تجزیه می‌شود و طول عمر پوسیدگی 3.5 ps است، که باعث می‌شود حافظه الماس برای پروتکل ارتباطی نامناسب باشد.
با این وجود، حافظه الماس به برخی مطالعات آشکار در مورد فعل و انفعالات بین نور و ماده در سطح کوانتوم اجازه داده‌است: از تلفنهای نوری در یک الماس می‌توان برای نشان دادن انتشار حافظه کوانتومی، درهم آمیختگی ماکروسکوپی، ذخیره پیش‌بینی شده تک فوتون و تک فوتون استفاده کرد. دستکاری فرکانس. [۱۹]

## توسعه آینده
برای حافظه کوانتوم، ارتباط کوانتومی و رمزنگاری جهت تحقیق در آینده است. با این حال، ایجاد یک شبکه جهانی کوانتومی چالش‌های بسیاری دارد. یکی از مهمترین چالش‌ها ایجاد خاطره‌هایی است که بتواند اطلاعات کوانتومی حمل شده توسط نور را ذخیره کند. محققان دانشگاه ژنو در سوئیس که با CNRS فرانسه کار می‌کنند ماده جدیدی را کشف کردند که در آن عنصری به نام ایتربیوم می‌تواند اطلاعات کوانتومی را حتی در فرکانس‌های بالا ذخیره و محافظت کند. این باعث می‌شود که ایتربیوم یک کاندیدای ایده‌آل برای شبکه‌های کوانتومی آینده باشد. از آنجا که سیگنال‌ها قابل تکرار نیستند، دانشمندان اکنون در حال مطالعه نحوه چگونگی ایجاد خاطرات کوانتومی برای دور و دورتر شدن از طریق گرفتن فوتون‌ها برای همگام سازی آنها هستند. برای انجام این کار، یافتن مواد مناسب برای ایجاد خاطرات کوانتومی مهم می‌شود. Ytterbium یک عایق خوب است و در فرکانس‌های بالا کار می‌کند تا فوتون‌ها ذخیره شوند و به سرعت بازیابی شوند